# Uzeste
Cet article possède un paronyme, voir Uzès.
Uzeste est une commune du Sud-Ouest de la France, située dans le département de la Gironde en région Nouvelle-Aquitaine.
Ses habitants sont appelés les Uzestois.

## Géographie

### Localisation
La commune est située dans le Bazadais en forêt des Landes de Gascogne entrecoupée de clairières vouées à l'élevage bovin de race bazadaise.
Elle se trouve à 57 km au sud-sud-est de Bordeaux, chef-lieu du département, à 15 km au sud-sud-ouest de Langon, chef-lieu d'arrondissement et à 5 km au sud-est de Villandraut, ancien chef-lieu de canton.

### Communes limitrophes
Les communes limitrophes en sont Noaillan au nord, Le Nizan au nord-est, Lignan-de-Bazas à l'est, Pompéjac au sud-est, Préchac au sud-ouest et Villandraut au nord-ouest.
| Villandraut | Noaillan | Le Nizan        |
|             | Uzeste   | Lignan-de-Bazas |
| Préchac     |          | Pompéjac        |

### Hydrographie
La commune est arrosée par le Ciron, limite occidentale du territoire communal, et trois de ses affluents de rive droite soit, du nord au sud, le ruisseau de Marquestat ou Font de la Lève, limite septentrionale de la commune, le ruisseau du Bourg qui traverse le village et le ruisseau de la Clède ou des Peyrères.

### Climat
Pour des articles plus généraux, voir Climat de la Nouvelle-Aquitaine et Climat de la Gironde.
Historiquement, la commune est exposée à un climat océanique aquitain.
En 2020, Météo-France publie une typologie des climats de la France métropolitaine dans laquelle la commune est exposée à un climat océanique et est dans la région climatique Aquitaine, Gascogne, caractérisée par une pluviométrie abondante au printemps, modérée en automne, un faible ensoleillement au printemps, un été chaud (19,5 °C), des vents faibles, des brouillards fréquents en automne et en hiver et des orages fréquents en été (15 à 20 jours).
Pour la période 1971-2000, la température annuelle moyenne est de 12,8 °C, avec une amplitude thermique annuelle de 14,5 °C. Le cumul annuel moyen de précipitations est de 879 mm, avec 12 jours de précipitations en janvier et 7 jours en juillet. Pour la période 1991-2020, la température moyenne annuelle observée sur la station météorologique la plus proche, située sur la commune de Cazats à 10 km à vol d'oiseau, est de 13,7 °C et le cumul annuel moyen de précipitations est de 825,5 mm,. Pour l'avenir, les paramètres climatiques de la commune estimés pour 2050 selon différents scénarios d’émission de gaz à effet de serre sont consultables sur un site dédié publié par Météo-France en novembre 2022.

## Urbanisme

### Typologie
Au 1er janvier 2024, Uzeste est catégorisée commune rurale à habitat dispersé, selon la nouvelle grille communale de densité à sept niveaux définie par l'Insee en 2022.
Elle est située hors unité urbaine. Par ailleurs la commune fait partie de l'aire d'attraction de Bordeaux, dont elle est une commune de la couronne,. Cette aire, qui regroupe 275 communes, est catégorisée dans les aires de 700 000 habitants ou plus (hors Paris),.

### Occupation des sols

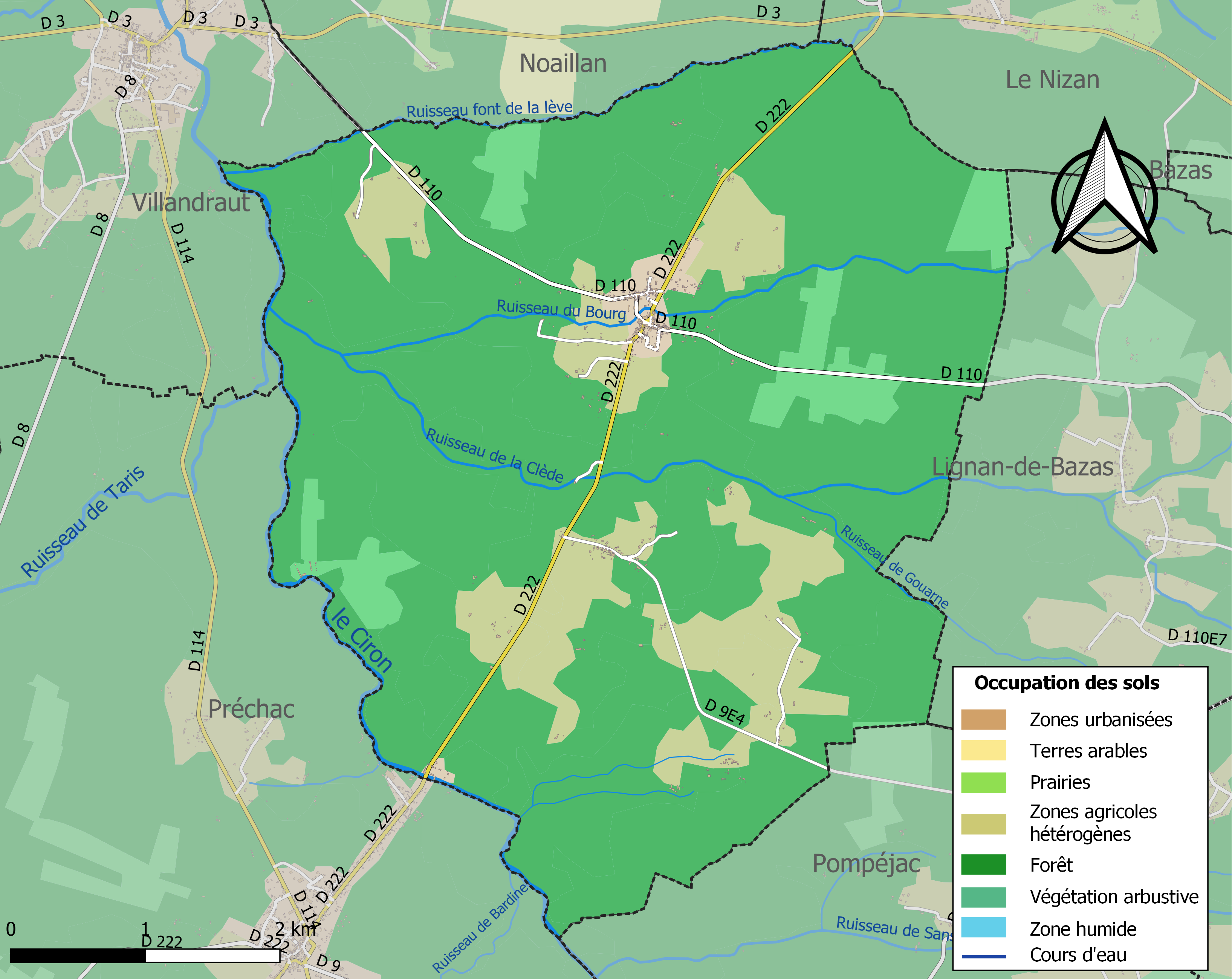
Carte des infrastructures et de l'occupation des sols de la commune en 2018 (CLC).

L'occupation des sols de la commune, telle qu'elle ressort de la base de données européenne d’occupation biophysique des sols Corine Land Cover (CLC), est marquée par l'importance des forêts et milieux semi-naturels (85,6 % en 2018), en diminution par rapport à 1990 (86,8 %). La répartition détaillée en 2018 est la suivante :
forêts (80,2 %), zones agricoles hétérogènes (13 %), milieux à végétation arbustive et/ou herbacée (5,4 %), zones urbanisées (1,3 %). L'évolution de l’occupation des sols de la commune et de ses infrastructures peut être observée sur les différentes représentations cartographiques du territoire : la carte de Cassini (XVIIIe siècle), la carte d'état-major (1820-1866) et les cartes ou photos aériennes de l'IGN pour la période actuelle (1950 à aujourd'hui).

### Voies de communication et transports
Les principales voies de communication routière sont la route départementale D110 qui traverse le bourg et mène vers le nord-ouest à Villandraut et vers l'est à Bazas et la route départementale D222 qui traverse également le bourg et mène vers le nord-est à Roaillan puis Langon et vers le sud-ouest à Préchac.
L'accès à l'autoroute A62 (Bordeaux-Toulouse) le plus proche est le no 3 de Langon qui se situe à 14 km vers le nord-nord-est.

L'accès no 1 de Bazas à l'autoroute A65 (Langon-Pau) se situe à 9 km vers l'est.
La gare SNCF la plus proche est celle de Langon, sur la ligne Bordeaux - Sète du TER Nouvelle-Aquitaine, qui se situe à 15 km vers le nord-nord-est.

### Risques majeurs
Le territoire de la commune d'Uzeste est vulnérable à différents aléas naturels : météorologiques (tempête, orage, neige, grand froid, canicule ou sécheresse), feux de forêts et séisme (sismicité très faible). Un site publié par le BRGM permet d'évaluer simplement et rapidement les risques d'un bien localisé soit par son adresse soit par le numéro de sa parcelle.
Uzeste est exposée au risque de feu de forêt. Depuis le 20 avril 2016, les départements de la Gironde, des Landes et de Lot-et-Garonne disposent d’un règlement interdépartemental de protection de la forêt contre les incendies. Ce règlement vise à mieux prévenir les incendies de forêt, à faciliter les interventions des services et à limiter les conséquences, que ce soit par le débroussaillement, la limitation de l’apport du feu ou la réglementation des activités en forêt. Il définit en particulier cinq niveaux de vigilance croissants auxquels sont associés différentes mesures,.

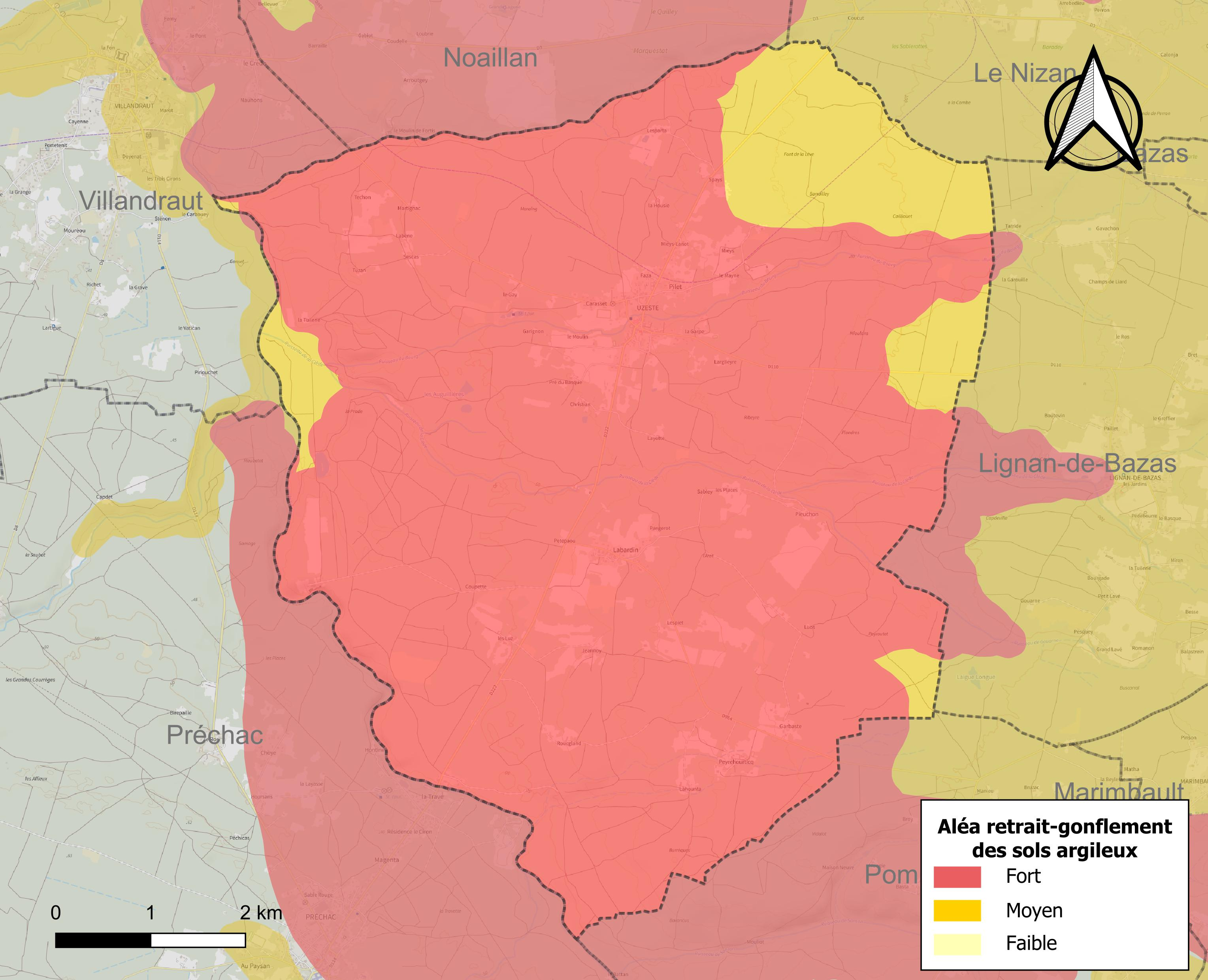
Carte des zones d'aléa retrait-gonflement des sols argileux d'Uzeste.

Le retrait-gonflement des sols argileux est susceptible d'engendrer des dommages importants aux bâtiments en cas d’alternance de périodes de sécheresse et de pluie. La totalité de la commune est en aléa moyen ou fort (67,4 % au niveau départemental et 48,5 % au niveau national). Sur les 279 bâtiments dénombrés sur la commune en 2019, 279 sont en aléa moyen ou fort, soit 100 %, à comparer aux 84 % au niveau départemental et 54 % au niveau national. Une cartographie de l'exposition du territoire national au retrait gonflement des sols argileux est disponible sur le site du BRGM,.
La commune a été reconnue en état de catastrophe naturelle au titre des dommages causés par les inondations et coulées de boue survenues en 1982, 1999, 2009 et 2020, par la sécheresse en 2003 et par des mouvements de terrain en 1999.

## Toponymie
L'origine étymologique du nom de la commune serait, selon la tradition, celui d'Uzès, dans le Gard, ville de provenance de la famille de Got, celle du pape Clément V, Uzeste signifiant alors petit Uzès et, selon d'autres sources, un mot gaulois signifiant élève.

En gascon, le nom de la commune se dit Usèste.

## Histoire
Selon la tradition, le village a été fondé au XIIe par la famille de Got. Cette maison illustre occupa les plus hautes fonctions civiles et religieuses. L'un d'eux, Bertrand, devint pape au XIVe sous le nom de Clément V et érigea l'église paroissiale en collégiale. Il fut le complice de Philippe le Bel dans la disparition de l'Ordre du Temple.
À la Révolution, la paroisse Notre-Dame d'Uzeste forme la commune d'Uzeste.

## Politique et administration
| Période                                  | Période   | Identité                   | Étiquette | Qualité                     |
| ---------------------------------------- | --------- | -------------------------- | --------- | --------------------------- |
| avant 1896                               | ?         | Pierre-Jules Martin-Naudon |           |                             |
|                                          |           |                            |           |                             |
| avant 1965                               | 1977      | Paul Béziade               |           |                             |
| 1977                                     | mars 1989 | Jean Capeyron              |           | Vétérinaire                 |
| mars 1989                                | juin 1995 | Pascal Seguin              |           | Médecin                     |
| juin 1995                                | mars 2001 | Jean-François Boscaro      |           |                             |
| mars 2001                                | mai 2020  | Jeanne-Marie Baup          | PS        | Retraitée de l'enseignement |
| mai 2020                                 | En cours  | Éric Douence               |           | Commerçant                  |
| Les données manquantes sont à compléter. |           |                            |           |                             |

### Communauté de communes
Le 1er janvier 2014, la communauté de communes du canton de Villandraut ayant été supprimée, la commune d'Uzeste s'est retrouvée intégrée à la communauté de communes du Sud Gironde siégeant à Mazères.

## Démographie
L'évolution du nombre d'habitants est connue à travers les recensements de la population effectués dans la commune depuis 1793. Pour les communes de moins de 10 000 habitants, une enquête de recensement portant sur toute la population est réalisée tous les cinq ans, les populations de référence des années intermédiaires étant quant à elles estimées par interpolation ou extrapolation. Pour la commune, le premier recensement exhaustif entrant dans le cadre du nouveau dispositif a été réalisé en 2008.

En 2022, la commune comptait 467 habitants, en évolution de +13,63 % par rapport à 2016 (Gironde : +6,91 %, France hors Mayotte : +2,11 %).
| 1793 | 1800 | 1806 | 1821 | 1831 | 1836 | 1841  | 1846  | 1851 |
| ---- | ---- | ---- | ---- | ---- | ---- | ----- | ----- | ---- |
| 915  | 918  | 850  | 988  | 924  | 976  | 1 000 | 1 008 | 996  |

| 1856 | 1861 | 1866 | 1872 | 1876 | 1881 | 1886 | 1891 | 1896 |
| ---- | ---- | ---- | ---- | ---- | ---- | ---- | ---- | ---- |
| 990  | 959  | 988  | 964  | 948  | 842  | 835  | 812  | 779  |

| 1901 | 1906 | 1911 | 1921 | 1926 | 1931 | 1936 | 1946 | 1954 |
| ---- | ---- | ---- | ---- | ---- | ---- | ---- | ---- | ---- |
| 759  | 819  | 830  | 730  | 653  | 671  | 632  | 562  | 560  |

| 1962 | 1968 | 1975 | 1982 | 1990 | 1999 | 2006 | 2008 | 2013 |
| ---- | ---- | ---- | ---- | ---- | ---- | ---- | ---- | ---- |
| 545  | 445  | 405  | 410  | 351  | 416  | 440  | 446  | 397  |

| 2018 | 2022 | - | - | - | - | - | - | - |
| ---- | ---- | - | - | - | - | - | - | - |
| 450  | 467  | - | - | - | - | - | - | - |

## Culture
Tous les ans, s'y déroule son festival, célèbre internationalement pour y accueillir des figures majeures de la musique improvisée, comme Ornette Coleman, Archie Shepp, Michel Portal, André Minvielle… Ce festival, plus connu localement sous son nom gascon "Hestajada de las Arts" a été créé en 1978 par le musicien Bernard Lubat, natif d'Uzeste.

## Lieux et monuments
- La collégiale Notre-Dame est un édifice gothique construit aux XIIIe et XIVe siècles sur des murs romans collatéraux ; le chevet (à l'est) XIVe est dû à Clément V, la nef et le clocher datent du XVIe siècle ; son portail sud présente, sur son tympan la sculpture d'un couronnement de la Vierge ; l'édifice abrite les tombeaux de Clément V et de Pierre Ier de Grailly, un crucifix en bois polychrome du XVe, une Vierge à l'Enfant du XIVe.
L'édifice est classé en totalité au titre des monuments historiques depuis 1840[34].
- Maisons gothiques dans le bourg.

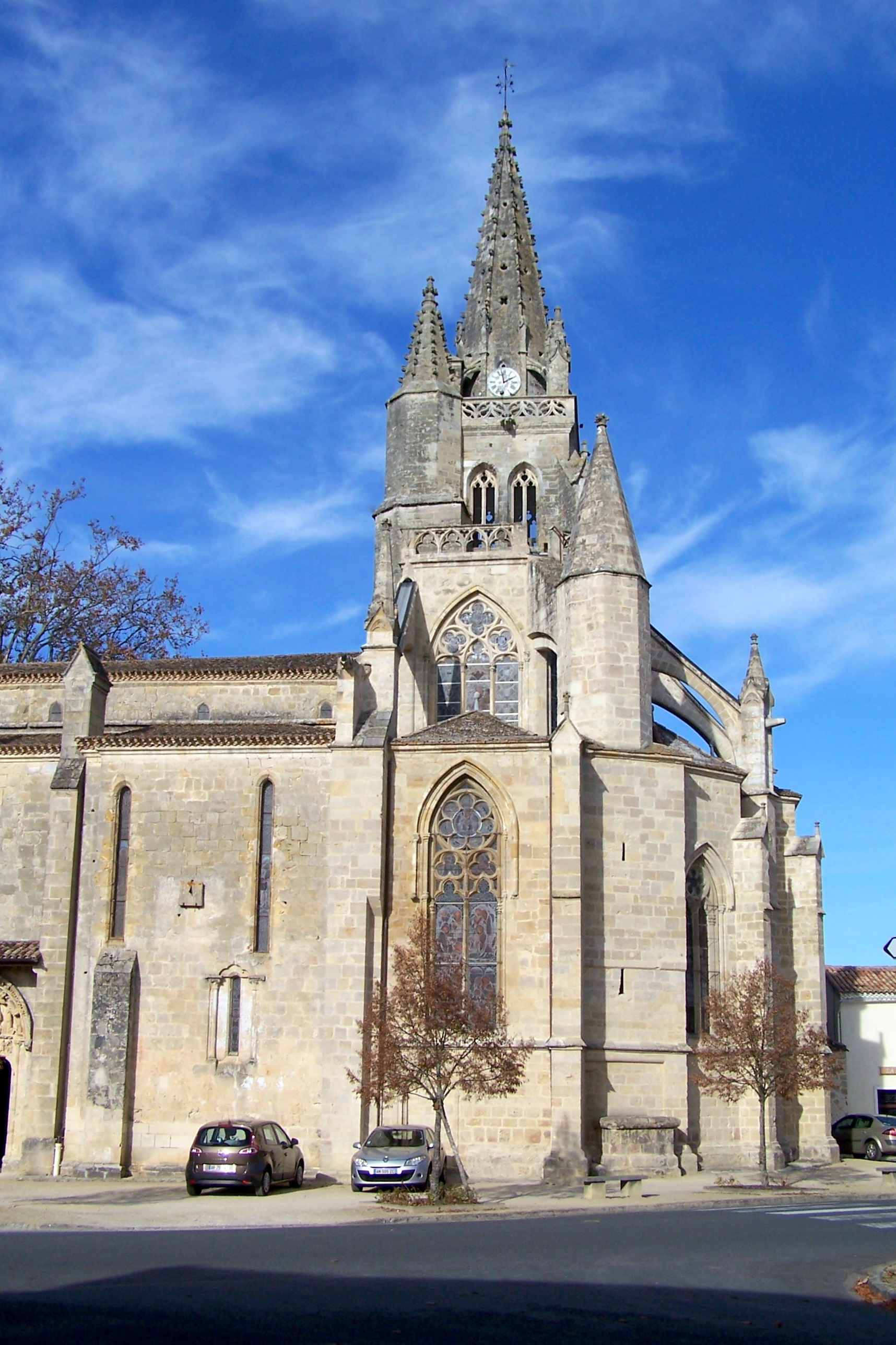
La collégiale, vue du sud-est (nov. 2011)
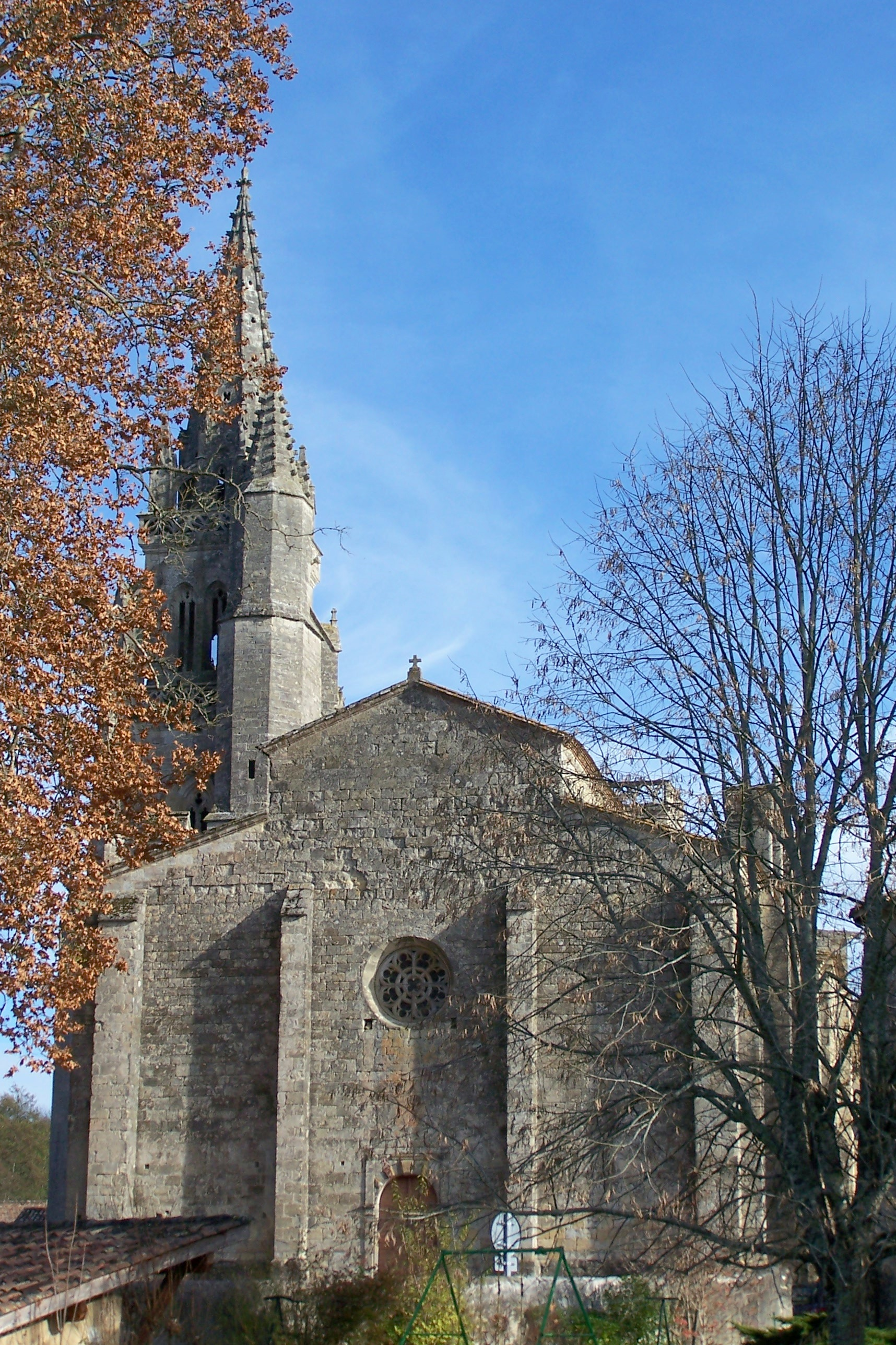
La façade ouest de la collégiale (nov. 2011)
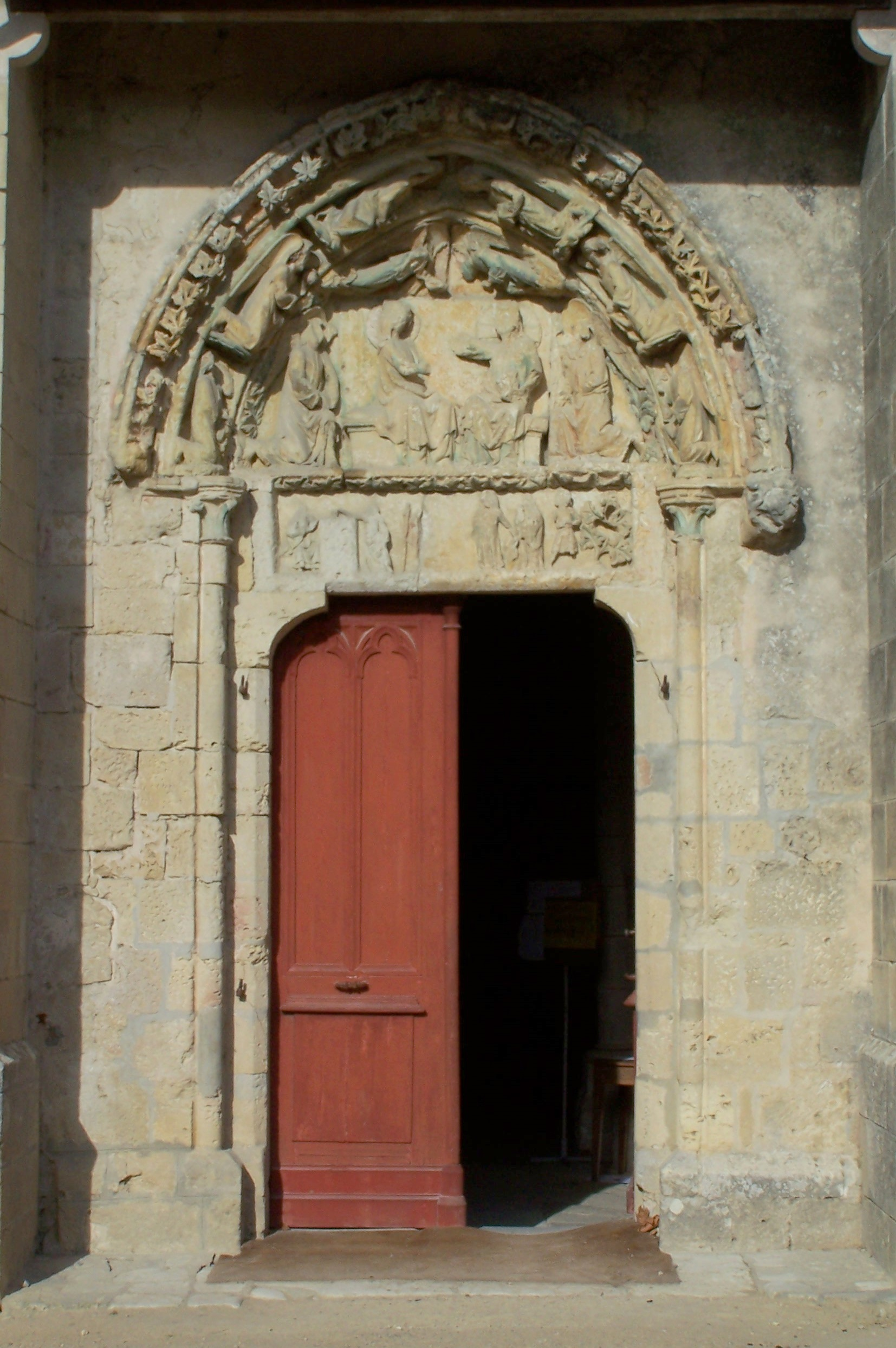
Le portail sur la façade sud (nov. 2011)
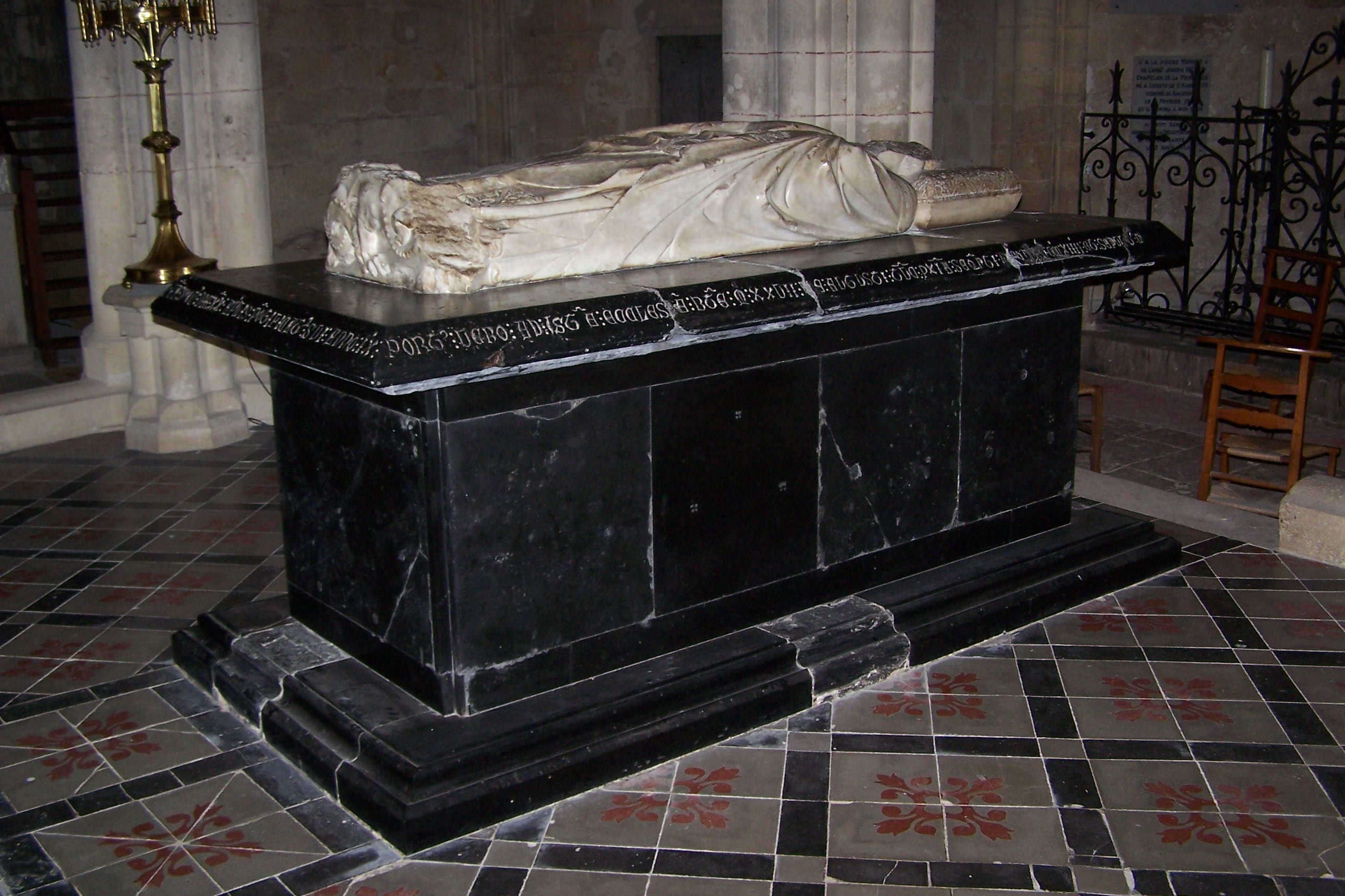
Le gisant de Clément V (nov. 2011)
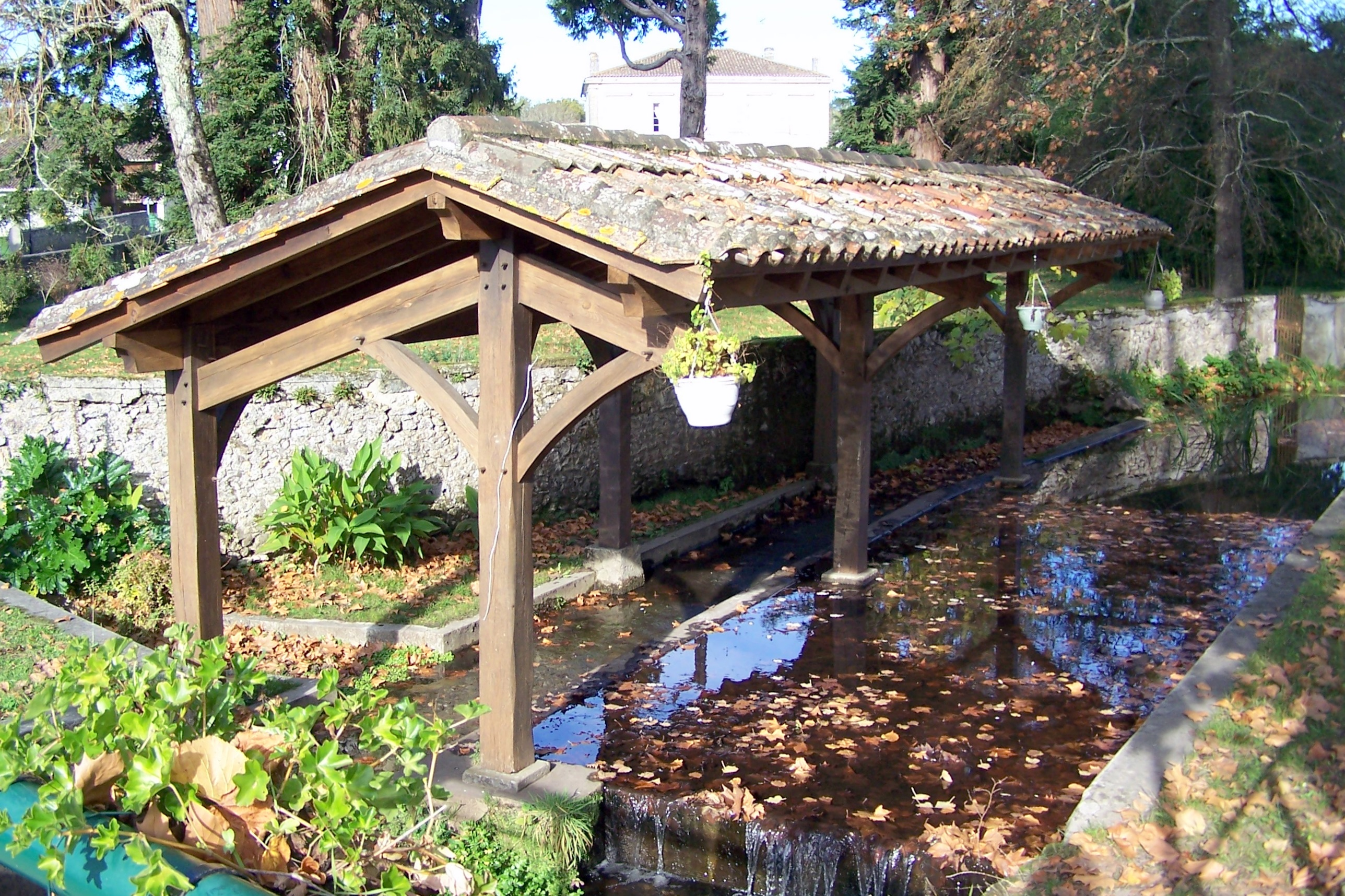
Lavoir près de la collégiale (nov. 2011)
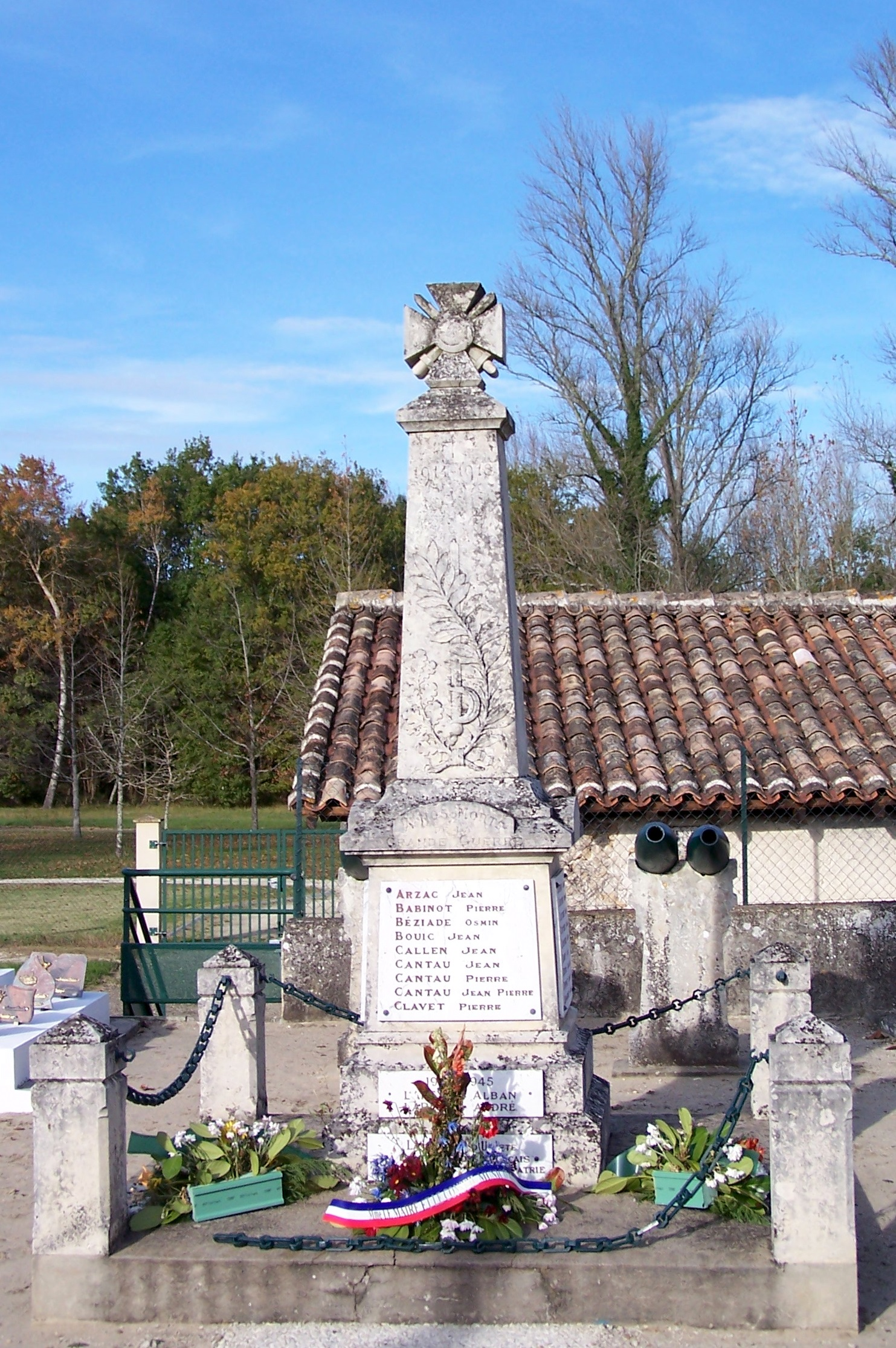
Le monument aux morts dans le cimetière (nov. 2011)

## Personnalités liées à la commune
- Clément V (ca 1264-1314), évêque de Saint-Bertrand-de-Comminges, archevêque de Bordeaux et pape en 1305.
- Bernard Lubat, né dans la commune en 1945, musicien de jazz et créateur du festival d'Uzeste, connu sous le nom gascon d'Hestajada de las Arts.